# Taeniophyllum potamophyllum
Taeniophyllum potamophyllum är en orkidéart som beskrevs av Rudolf Schlechter. Taeniophyllum potamophyllum ingår i släktet Taeniophyllum och familjen orkidéer.
Artens utbredningsområde är Sulawesi. Inga underarter finns listade i Catalogue of Life.